# Edgar Pacheco
Edgar Iván Pacheco Rodríguez (Guadalajara, Jalisco, México, 22 de enero de 1990) es un futbolista mexicano que se desempeña en la posición de volante ofensivo. Actualmente juega en el Valletta Football Club de la Premier League de Malta.

## Trayectoria
Pacheco debutó el 20 de enero del 2008 a la edad de 17 años en un partido contra el Club Toluca. Después de su debut fue utilizado con moderación, hasta el regreso del entrenador Ricardo La Volpe al Atlas. Posteriormente, se encontró con más minutos de juego y se convirtió en un titular indiscutible y favorito de La Volpe.
Después de su salida del conjunto rojinegro en junio de 2011 emigró al equipo regiomontano, los Tigres UANL en donde posteriormente pasó al conjunto guanajuatense de Club León donde duró un año e hizo buenas actuaciones las cuales sirvieron para regresar al conjunto felino de los Tigres UANL en donde duró un año más. 
En el año 2015 emigró al conjunto de Mineros de Zacatecas en donde consiguió hacer un gran desempeño llegando hasta la semifinal y jugando durante toda la temporada lo cual hizo que el próximo semestre apareciera en el conjunto de Querétaro Fútbol Club plagado de grandes figuras del balompié como el mítico Ronaldinho Gaucho, Sinha, Danilinho, Tiago Volpi, William Fernando da Silva, Emanuel Villa y dirigidos por Ignacio Ambriz, que sin dudarlo le dio la confianza para tener los minutos suficientes y mostrar su gran nivel en donde consiguieron llegar hasta la gran final perdiendo con el Santos Laguna.
Firma un contrato con Fútbol Club Juárez para jugar el Apertura 2015 de la Liga de Ascenso de México. 
El 25 de julio de 2015 anota su primer gol con el conjunto de Juárez en el Estadio Olímpico Benito Juárez después de cobrar el penal en el minuto 57', para así derrotar 1-0 a los Lobos de la BUAP. Siendo el Capitán del conjunto fronterizo llegando hasta la final y levantando el título de campeón esa misma temporada 2015.

## Selección nacional
Para el 2009 fue su debut en la selección absoluta llamado por el exentrenador del equipo nacional Javier Aguirre para un amistoso ante Colombia. Posteriormente fue a otras convocatorias que lo llevaron a ser un jugador importante en el fútbol mexicano.
En el 2011 fue convocado para el primer juego de la Selección Mexicana en contra de la Selección Bosnia en el cual fue titular y tuvo una gran actuación anotando el segundo gol del partido de "picadita" tras el error de un defensa. También fue convocado para la Copa América 2011 con el mandato del exentrenador Luis Fernando Tena fue suplente en los tres juegos de la fase de grupos. En el primer partido contra Chile, entró de cambio por Rafael Márquez Lugo en el minuto 88' y en el siguiente contra Perú en el minuto 46' entró por Paul Aguilar, en el tercer partido contra Uruguay entró de cambio por Miguel Ángel Ponce en el minuto 70' teniendo una participación de 3 partidos jugados y con 1 tarjeta de amonestación.

## Clubes
| Club                   | País          | Año              |
| ---------------------- | ------------- | ---------------- |
| Atlas                  | México        | 2008 - 2011      |
| Tigres UANL            | México        | 2011 - 2012      |
| León                   | México        | 2012 - 2013      |
| Tigres UANL            | México        | 2013 - 2014      |
| Mineros de Zacatecas   | México        | 2014 - 2015      |
| Querétaro              | México        | 2015             |
| Júarez                 | México        | 2015 - 2016      |
| Gangwon                | Corea del Sur | 2016             |
| Al-Najma               | Baréin        | 2016 - 2017      |
| Ermis Aradippou        | Chipre        | 2016 - 2017      |
| Doxa Katokopias        | Chipre        | 2017             |
| Sabail FK              | Azerbaiyán    | 2018-2019        |
| Antigua GFC            | Guatemala     | 2019             |
| Valletta Football Club | Malta         | 2019-actualmente |

## Palmarés
| Título               | Club               | País   | Año  |
| -------------------- | ------------------ | ------ | ---- |
| Torneo Apertura 2011 | Tigres UANL        | México | 2011 |
| Copa MX              | Tigres UANL        | México | 2014 |
| Torneo Apertura 2015 | Fútbol Club Juárez | México | 2015 |

- Datos: Q583861